# 武水穂神社
武水穂神社（たけみずほじんじゃ）は、長野県中野市中央に鎮座する神社である。中野ひな市は武水穂神社の祭礼である。

## 概要
中野市西町下にあり、東面する。祭神は宇賀御魂神である。別称は農業・商工業の稲荷神である。

## 祭日
- 3月31日、4月1日　例祭（中野ひな市）[1]。

## 歴史
- 878年（元慶2年）横湯川暴流。これを防止するため松崎（中野市栗和田）に水分神（水前神社・水王社）創建（伝承）。（9月10日）
- 1015年（長和4年）横湯川の洪水により神社の社殿流出（伝承）。
- 1021年（治安1年）松崎（中野市栗和田）に神社の社殿再建（伝承）。
- 1119年（建久2年）高梨七郎盛光が日野城（高梨氏館跡）を築城にあたり、城内の水除け神として社殿を改築（伝承）。
- 1593年（文禄2年）神社が松崎（中野市栗和田）から現在地（中野市中央）へ移転。飯綱明神と称す。火災にあったり大水害で神体が流され、今の神社がある処にとまったといわれている。（八ヶ郷水利組合の祭神である「水神様」の像が神社に収められている。）
- 1870年（明治3年）武水穂神社に改称る　[2][1]。

## 中野ひな市
中野ひな市は毎年3月31日・4月1日に行われる。これは武水穂神社と高市神社（臨時に祀られる）の祭事の一つである　。